# Kathrin Zettel
Kathrin Zettel (ur. 5 sierpnia 1986 w Scheibbs) – austriacka narciarka alpejska, brązowa medalistka olimpijska oraz kilkukrotna medalistka mistrzostw świata juniorów i seniorów.

## Kariera
Specjalizuje się w slalomie gigancie i Slalomie. Po raz pierwszy na arenie międzynarodowej pojawiła się 5 grudnia 2001 roku w Hochgurgl, gdzie w zawodach FIS Race zajęła 49. miejsce w slalomie. W 2003 roku wystartowała na mistrzostwach świata juniorów w Briançonnais, gdzie jej najlepszym wynikiem było szóste miejsce w slalomie. Na rozgrywanych rok później mistrzostwach świata juniorów w Mariborze w tej samej konkurencji była najlepsza, a w kombinacji zdobyła srebrny medal. Ostatnie sukcesy w tej kategorii wiekowej osiągnęła podczas mistrzostw świata w Bardonecchii w 2005 roku, gdzie zwyciężyła w kombinacji, a w slalomie był druga za Czeszką Šárką Záhrobską.
W zawodach Pucharu Świata zadebiutowała 13 marca 2004 roku w Sestriere, zajmując osiemnaste miejsce w slalomie. Tym samym już w swoim debiucie zdobyła pierwsze pucharowe punkty. Pierwsze podium w zawodach tego cyklu wywalczyła 10 grudnia 2005 roku w Aspen, gdzie była trzecia w gigancie. Blisko rok później, 25 listopada 2006 roku w tej samej miejscowości po raz pierwszy zwyciężyła w zawodach PŚ, wygrywając bieg giganta. Najlepsze wyniki osiągnęła w sezonie 2008/2009, kiedy była czwarta w klasyfikacji generalnej, druga w klasyfikacji giganta i trzecia w klasyfikacji kombinacji. Ponadto w sezonie 2009/2010 była druga w klasyfikacjach giganta i slalomu, przegrywając odpowiednio z Niemkami: Kathrin Hölzl i Marią Riesch.
W 2005 roku wystąpiła na mistrzostwach świata w Bormio, gdzie wspólnie z kolegami z reprezentacji zdobyła srebrny medal w zawodach drużynowych. Na tych samych mistrzostwach była też czwarta w slalomie, przegrywając walkę o podium z Šárką Záhrobską o 0,17 s. Czwarte miejsce zajęła też w kombinacji podczas igrzysk olimpijskich w Turynie w 2006 roku, tym razem walkę o brązowy medal przegrywając ze Szwedką Anją Pärson. Bez medalu wróciła również z mistrzostw świata w Åre w 2007 roku, gdzie jej najlepszym wynikiem było piąte miejsce w slalomie. Pierwszy sukces wśród seniorek osiągnęła na mistrzostwach świata w Val d’Isère w 2009 roku, gdzie zwyciężyła w superkombinacji. W zawodach tych wyprzedziła bezpośrednio Larę Gut ze Szwajcarii oraz swą rodaczkę, Elisabeth Görgl. Rok później wystąpiła na igrzyskach w Vancouver, ponownie zajmując czwarte miejsce w kombinacji. W walce o medal ponownie lepsza okazała się Anja Pärson. Na tych samych igrzyskach była też piąta w gigancie i trzynasta w slalomie. Kolejny medal zdobyła na mistrzostwach świata w Garmisch-Partenkirchen w 2011 roku, gdzie była druga w slalomie. Rozdzieliła tam na podium kolejną Austriaczkę, Marlies Schild i Szwedkę Marię Pietilä-Holmner. Na rozgrywanych dwa lata później mistrzostwach świata w Schladming zajmowała wysokie pozycje, jednak na podium nie stanęła. W gigancie była czwarta, w superkombinacji piąta, a w slalomie dziesiąta. Brała również udział w igrzyskach olimpijskich w Soczi w 2014 roku, gdzie zdobyła brązowy medal w slalomie. Wyprzedziły ją tam jedynie Mikaela Shiffrin z USA oraz Marlies Schild.

## Osiągnięcia

### Igrzyska olimpijskie
| Miejsce | Dzień        | Rok  | Miejscowość     | Konkurencja     | Czas biegu | Strata | Zwycięzca           |
| ------- | ------------ | ---- | --------------- | --------------- | ---------- | ------ | ------------------- |
| 4.      | 18 lutego    | 2006 | Sestriere       | Kombinacja      | 2:51,08    | +1,33  | Janica Kostelić     |
| DSQ1    | 22 lutego    | 2006 | Sestriere       | Slalom          | 1:29,04    | —      | Anja Pärson         |
| 7.      | 24 lutego    | 2006 | Sestriere       | Gigant          | 2:09,19    | +2,16  | Julia Mancuso       |
| 4.      | 18 lutego    | 2010 | Whistler        | Superkombinacja | 2:09,14    | +1,36  | Maria Riesch        |
| 5.      | 24-25 lutego | 2010 | Whistler        | Gigant          | 2:27,11    | +0,42  | Viktoria Rebensburg |
| 13.     | 26 lutego    | 2010 | Whistler        | Slalom          | 1:42,89    | +2,70  | Maria Riesch        |
| 19.     | 18 lutego    | 2014 | Krasnaja Polana | Gigant          | 2:36,87    | +3,46  | Tina Maze           |
| 3.      | 21 lutego    | 2014 | Krasnaja Polana | Slalom          | 1:44,54    | +0,81  | Mikaela Shiffrin    |

### Mistrzostwa świata
| Miejsce | Dzień     | Rok  | Miejscowość       | Konkurencja     | Czas biegu | Strata | Zwycięzca         |
| ------- | --------- | ---- | ----------------- | --------------- | ---------- | ------ | ----------------- |
| 6.      | 4 lutego  | 2005 | Santa Caterina    | Kombinacja      | 2:53,70    | +3,74  | Janica Kostelić   |
| 4.      | 11 lutego | 2005 | Santa Caterina    | Slalom          | 1:47,98    | +0,84  | Janica Kostelić   |
| 2.      | 13 lutego | 2005 | Santa Caterina    | Drużynowo       | 26 pkt     | +3 pkt | Niemcy            |
| 5.      | 9 lutego  | 2007 | Åre               | Superkombinacja | 1:57,69    | +1,91  | Anja Pärson       |
| 9.      | 13 lutego | 2007 | Åre               | Gigant          | 2:31,72    | +1,58  | Nicole Hosp       |
| 5.      | 16 lutego | 2007 | Åre               | Slalom          | 1:43,91    | +0,82  | Šárka Záhrobská   |
| 1.      | 6 lutego  | 2009 | Val d’Isère       | Superkombinacja | 2:20,13    | -      | -                 |
| 6.      | 12 lutego | 2009 | Val d’Isère       | Gigant          | 2:03,49    | +0,82  | Kathrin Hölzl     |
| DNF1    | 14 lutego | 2009 | Val d’Isère       | Slalom          | 1:51,80    | -      | Maria Riesch      |
| 12.     | 17 lutego | 2011 | Ga-Pa             | Gigant          | 2:20,54    | +1,30  | Tina Maze         |
| 2.      | 19 lutego | 2011 | Ga-Pa             | Slalom          | 1:45,79    | +0,34  | Marlies Schild    |
| 5.      | 8 lutego  | 2013 | Schladming        | Superkombinacja | 2:39,92    | +1,79  | Maria Höfl-Riesch |
| 4.      | 14 lutego | 2013 | Schladming        | Gigant          | 2:08,06    | +1,54  | Tessa Worley      |
| 10.     | 16 lutego | 2013 | Schladming        | Slalom          | 1:39,85    | +1,67  | Mikaela Shiffrin  |
| 6.      | 9 lutego  | 2015 | Vail/Beaver Creek | Superkombinacja | 2:35,01    | +1,64  | Tina Maze         |
| 7.      | 12 lutego | 2015 | Vail/Beaver Creek | Gigant          | 2:21,31    | +2,15  | Anna Fenninger    |
| 5.      | 14 lutego | 2015 | Vail/Beaver Creek | Slalom          | 1:39,50    | +1,02  | Mikaela Shiffrin  |

### Mistrzostwa świata juniorów
| Miejsce | Dzień     | Rok  | Miejscowość  | Konkurencja | Czas biegu | Strata     | Zwyciężczyni            |
| ------- | --------- | ---- | ------------ | ----------- | ---------- | ---------- | ----------------------- |
| 19.     | 5 marca   | 2003 | Briançonnais | Supergigant | 1:20,02 mi | +5,56      | Tamara Wolf             |
| 6.      | 7 marca   | 2003 | Briançonnais | Slalom      | 1:38,53    | +1,78      | Michaela Kirchgasser    |
| 18.     | 8 marca   | 2003 | Briançonnais | Gigant      | 2:05,70    | +3,26      | Jessica Lindell-Vikarby |
| 12.     | 4 lutego  | 2004 | Maribor      | Zjazd       | 1:12,23    | +1,72      | Maria Riesch            |
| 7.      | 4 lutego  | 2004 | Maribor      | Gigant      | 2:21,39    | +2,93      | Maria Riesch            |
| 1.      | 4 lutego  | 2004 | Maribor      | Slalom      | 1:40,73    | -          | -                       |
| 2.      | 4 lutego  | 2004 | Maribor      | Kombinacja  | 29,23 pkt  | +20,74 pkt | Julia Mancuso           |
| 13.     | 23 lutego | 2005 | Bardonecchia | Zjazd       | 1:28,84    | +1,95      | Nadia Fanchini          |
| 4.      | 24 lutego | 2005 | Bardonecchia | Supergigant | 1:26,81    | +0,68      | Andrea Fischbacher      |
| 2.      | 25 lutego | 2005 | Bardonecchia | Slalom      | 1:23,97    | +0,36      | Šárka Záhrobská         |
| 4.      | 26 lutego | 2005 | Bardonecchia | Gigant      | 2:21,34    | +0,65      | Nadia Fanchini          |
| 1.      | 26 lutego | 2005 | Bardonecchia | Kombinacja  | 35,54 pkt  | -          | -                       |

### Puchar Świata

#### Miejsca w klasyfikacji generalnej
- sezon 2004/2005: 36.
- sezon 2005/2006: 7.
- sezon 2006/2007: 11.
- sezon 2007/2008: 13.
- sezon 2008/2009: 4.
- sezon 2009/2010: 5.
- sezon 2010/2011: 13.
- sezon 2011/2012: 12.
- sezon 2012/2013: 7.
- sezon 2013/2014: 14.
- sezon 2014/2015: 7.

#### Zwycięstwa w zawodach
1. Aspen – 25 listopada 2006 (gigant)
2. Semmering – 28 grudnia 2006 (gigant)
3. Sölden – 25 października 2008 (gigant)
4. Semmering – 28 grudnia 2008 (gigant)
5. Cortina d'Ampezzo – 25 stycznia 2009 (gigant)
6. Ofterschwang – 6 marca 2009 (gigant)
7. Maribor – 16 stycznia 2010 (gigant)
8. Maribor – 17 stycznia 2010 (slalom)
9. Aspen – 25 listopada 2012 (slalom)

#### Pozostałe miejsca na podium w zawodach
1. Aspen – 10 grudnia 2005 (gigant) – 3. miejsce
2. Aspen – 11 grudnia 2005 (slalom) – 3. miejsce
3. Szpindlerowy Młyn – 21 grudnia 2005 (gigant) – 2. miejsce
4. Zagrzeb – 5 stycznia 2006 (slalom) – 2. miejsce
5. Ofterschwang – 3 lutego 2006 (gigant) – 3. miejsce
6. Ofterschwang – 5 lutego 2006 (slalom) – 2. miejsce
7. Levi – 10 marca 2006 (slalom) – 3. miejsce
8. Levi – 11 listopada 2006 (slalom) – 3. miejsce
9. Reiteralm – 15 grudnia 2006 (superkombinacja) – 3. miejsce
10. Semmering – 29 grudnia 2006 (slalom) – 2. miejsce
11. Sölden – 27 października 2007 (gigant) – 3. miejsce
12. Aspen – 9 grudnia 2007 (slalom) – 3. miejsce
13. Bormio – 15 marca 2008 (gigant) – 3. miejsce
14. La Molina – 14 grudnia 2008 (slalom) – 3. miejsce
15. Maribor – 11 stycznia 2009 (slalom) – 2. miejsce
16. Zauchensee – 17 stycznia 2009 (superkombinacja) – 2. miejsce
17. Tarvisio – 20 lutego 2009 (superkombinacja) – 3. miejsce
18. Sölden – 24 października 2009 (gigant) – 2. miejsce
19. Aspen – 28 listopada 2009 (gigant) – 2. miejsce
20. Aspen – 29 listopada 2009 (slalom) – 3. miejsce
21. Åre – 12 grudnia 2009 (gigant) – 3. miejsce
22. Lienz – 29 grudnia 2009 (slalom) – 3. miejsce
23. Zagrzeb – 3 stycznia 2010 (slalom) – 2. miejsce
24. Flachau – 12 stycznia 2010 (slalom) – 3. miejsce
25. Garmisch-Partenkirchen – 13 marca 2010 (slalom) – 2. miejsce
26. Arber-Zwiesel – 6 lutego 2011 (gigant) – 3. miejsce
27. Szpindlerowy Młyn – 12 marca 2011 (slalom) – 2. miejsce
28. Courchevel – 18 grudnia 2011 (slalom) – 3. miejsce
29. Soldeu – 11 lutego 2012 (slalom) – 3. miejsce
30. Sölden – 27 października 2012 (gigant) – 2. miejsce
31. Aspen – 24 listopada 2012 (gigant) – 2. miejsce
32. St. Moritz – 7 grudnia 2012 (superkombinacja) – 3. miejsce
33. Courchevel – 16 grudnia 2012 (gigant) – 2. miejsce
34. Semmering – 29 grudnia 2012 (slalom) – 2. miejsce
35. Maribor – 27 stycznia 2013 (slalom) – 3. miejsce
36. Sölden – 26 października 2013 (gigant) – 2. miejsce
37. Levi – 15 listopada 2014 (slalom) – 3. miejsce
38. Aspen – 29 listopada 2014 – (gigant) – 2. miejsce
39. Aspen – 30 listopada 2014 (slalom) – 3. miejsce
40. Zagrzeb − 4 stycznia 2015 (slalom) – 2. miejsce
41. Bansko – 1 marca 2015 (superkombinacja) – 3. miejsce

- W sumie (9 zwycięstw, 18 drugich i 23 trzecie miejsca)